# Skryje (Havlíčkův Brod-i járás)
Skryje település Csehországban, a Havlíčkův Brod-i járásban. Skryje Golčův Jeníkov, Zvěstovice, Žleby, Okřesaneč és Hostovlice településekkel határos. Lakosainak száma 195 fő (2024. január 1.).

## Népesség
A település lakosságának változását az alábbi diagram mutatja:
| Lakosok száma | 542  | 486  | 478  | 405  | 227  | 194  | 181  | 189  | 183  | 195  |
|               | 1869 | 1890 | 1921 | 1950 | 1980 | 2001 | 2017 | 2019 | 2022 | 2024 |